# Коксінґа
Коксінґа (півд.-міньськ. Kok-sìⁿ-iâ 國姓爺, путунхуа Guóxìngyé, «Пан, що належить до імператорського роду», 1624—1662, власне ім'я Чжен Ченґун 鄭成功) — важлива постать в історії Китаю та Південно-Східної Азії часів переходу влади в Китаї від династії Мін до династії Цін. Колишній пірат, мінський лояліст і воєначальник, який після падіння Мін заснував власну династію на острові Тайвань (Формоза).

## Ім'я, походження та історичний фон
Коксінґа — шанобливе прізвисько у типовій вимові мешканців регіону, який розташовувався на територіі сучасної провінції Фуцзянь. Батько майбутнього Коксінґи, Чжен Чжилун (鄭芝龍, 1604—1661) — своєю чергою, син чиновника, який працював у Цюаньчжоу, рано залишив рідне селище Наньань (南安, нині місто), прийняв християнство у Макао та вдався до морської торгівлі та флібустьєрства. У 1625 він став головою китайської торговельної громади у Японії, де замінив свого наставника на ім'я Лі Дань (李旦, Andrea Dittis) після смерті останнього.
Саме в Японії, у Хірадо (Наґасакі), народився Чжен-молодший, якому дали ім'я Чжен Сень 鄭森. Матір'ю Сеня була японка, про яку відоме лише її прізвище, Таґава.
Наґасакі того часу (початок періоду Едо, 1603—1867) був центром торговлі з Голландією. У боротьбі за встановлення своєї торговельної монополії Голландська Ост-Індійська компанія зверталася по допомогу до китайської громади.
Після самогубства останнього (16-го) імператора династії Мін (1644) в Пекіні, нащадки династії продовжували протистояння династії Цін на півдні країни (т. з. період Південної Мін). У 1645 році із допомогою Чжилуна та його родини у Фучжоу було утворено тимчасовий уряд на чолі з імператором Лунву (Чжу Юйцзянь 朱聿鍵, 1602—1646). Саме він дарував сину Чжилуна, Чжену Сеню, нове ім'я, Ченґун («той, хто досягає успіху») та титул, який визнавав причетність до династії.
Острів Формоза був уперше колонізований Португалією, але у 1624—1661 він був у голландському володінні. У той час, як батько Коксінґи нарешті прийняв бік династії Цін, його син поклав край голландській колонізації та заснував на острові власне королівство Дуннін. Воно проіснувало 22 роки та було підкорене династією Цін лише після смерті засновника (1683) з допомогою голландців та економічної блокади.
Чжен Ченґун став відомий на Заході саме за своїм титулом у місцевій вимові, який перетворився на прізвище.